# پتلیدر
پتلیدر، روستایی از توابع بخش مرکزی شهرستان سنندج در استان کردستان ایران است.

## جمعیت
این روستا در دهستان ژاورود شرقی قرار دارد و براساس سرشماری مرکز آمار ایران در سال ۱۳۸۵، جمعیت آن ۶۲ نفر (۱۷خانوار) بوده‌است.
اهالی این روستا مهاجرانی از روستای تخته هستند که به دلیل دور بودن مزارعشان از روستای تخته در کنار مزارعشان که در حال حاضر پَتلیدَر نام دارد ساکن شدند.